# Brinova Fastigheter
Brinova Fastigheter AB är ett svenskt fastighetsföretag med säte i Helsingborg, som utvecklar och förvaltar hyresbostäder och samhällsfastigheter i södra Sverige.
Brinova Fastigheter bildades 2015 och hade i slutet av 2020 111 fastigheter med omkring 305.000 kvadratmeter i Skåne och Blekinge. Det är sedan 2016 noterat på Stockholmsbörsen.
Största ägare är  familjen Erik Paulsson genom Backahill Holding AB och Fastighets AB Balder (med Erik Selin som storägare).